# Basketball-Ozeanienmeisterschaft der Damen 2003
Die Basketball-Ozeanienmeisterschaft der Damen 2003, die zehnte Basketball-Ozeanienmeisterschaft der Damen, fand zwischen dem 12. und 14. September 2003 in Davenport sowie Launceston, Australien statt, das zum fünften Mal die Meisterschaft ausrichtete. Gewinner war der Gastgeber, der zum neunten Mal den Titel erringen konnte. In der Serie konnte Neuseeland mit 2:0 geschlagen werden. Da die Serie entschieden war, wurde auf ein drittes Spiel verzichtet.

## Teilnehmende Mannschaften
Australien

 Neuseeland

## Modus
Gespielt wurde in Form einer Best-of-Three Serie. Die Mannschaft, die zuerst zwei Siege erringen konnte, wurde Basketball-Ozeanienmeister der Damen 2003. 

## Ergebnisse
| 12. September 2003 |  | Australien | 69 – 55 | Neuseeland |  |
| 12. September 2003 |  |            |         |            |  |
| 12. September 2003 |  |            |         |            |  |
| 12. September 2003 |  |            |         |            |  |

| 14. September 2003 |  | Neuseeland | 61 – 84 | Australien |  |
| 14. September 2003 |  |            |         |            |  |
| 14. September 2003 |  |            |         |            |  |
| 14. September 2003 |  |            |         |            |  |

| Australien           |
| Meister Australien   |
| Neunte Meisterschaft |

## Abschlussplatzierung
| Rang | Mannschaft |
| ---- | ---------- |
| 1    | Australien |
| 2    | Neuseeland |

Australien qualifizierte sich durch den 2:0-Sieg in der Serie für die Olympischen Sommerspiele 2004 in Athen, Griechenland.